# Chapeauroux
Der Chapeauroux [ʃapoʁu] ist ein Fluss in Frankreich, der überwiegend im Département Lozère in der Region Okzitanien verläuft. Er entspringt in der Landschaft Margeride, im Gemeindegebiet von Estables, knapp nördlich des Gipfels Signal de Randon. Er entwässert anfangs in westlicher Richtung, dreht dann aber auf Nord, passiert den gleichnamigen Ort Chapeauroux, im Gemeindegebiet von Saint-Bonnet-de-Montauroux, überschreitet gleich danach die Grenze zum benachbarten Département Haute-Loire in der Region Auvergne-Rhône-Alpes und mündet nach insgesamt rund 56 Kilometern knapp jenseits der Grenze, im Gemeindegebiet von Saint-Christophe-d’Allier, als linker Nebenfluss in den Allier. In seinem Mündungsbereich unterquert der Chapeauroux noch das gleichnamige Viaduc de Chapeauroux der Cevennenbahn.

## Orte am Fluss

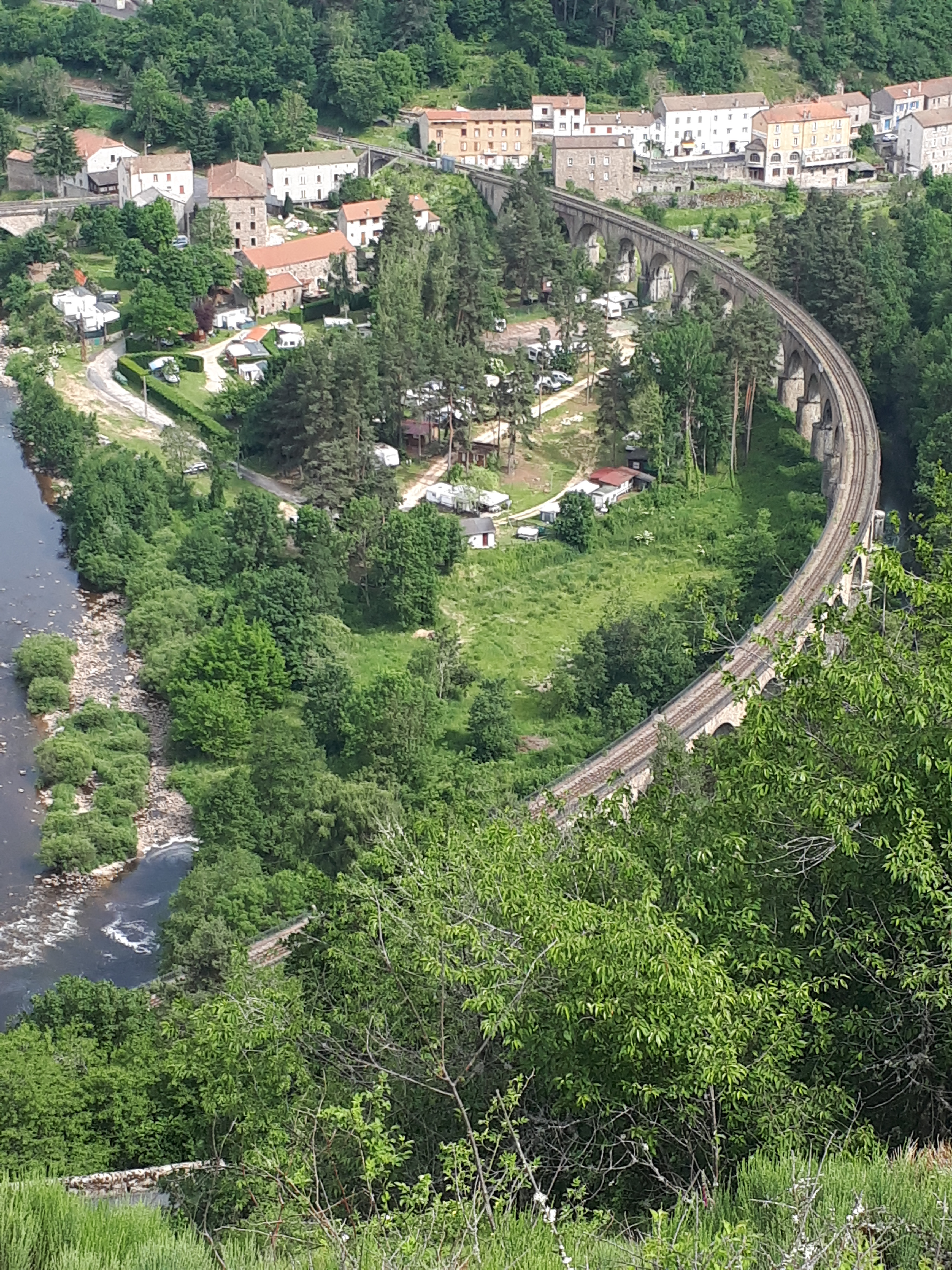
Mündung des Chapeauroux in den Allier bei Chapeauroux in der ehemaligen Gemeinde Saint Bonnet-Laval

(Reihenfolge in Fließrichtung) 
- Arzenc-de-Randon
- Châteauneuf-de-Randon
- Pierrefiche
- Chastanier
- Auroux
- Saint-Bonnet-Laval